# Pilatusbahn

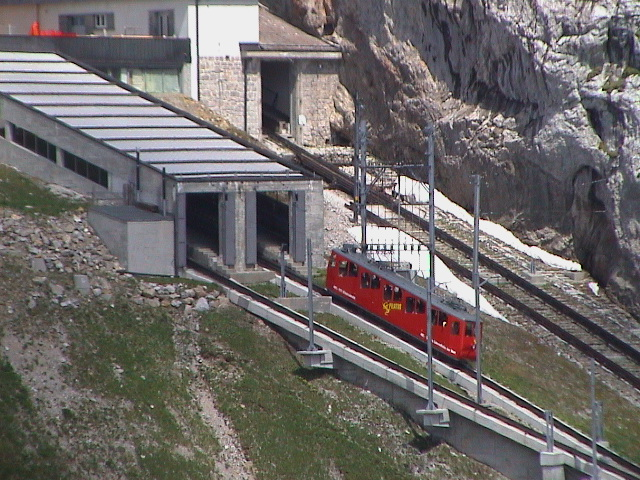
Pilatusbahn

Pilatusbahn är en kuggstångsbana i Schweiz och är världens brantaste järnväg.
Pilatusbahn är en 4,6 km lång smalspårig (800 mm) kuggstångsjärnväg mellan Alpnachstad (Obwalden, Schweiz) och toppen av Pilatus med en höjdskillnad på 1629 meter. På det brantaste stället är lutningen 48 %. Pilatusbahn byggdes 1889 och elektrifierades 1937.
Största tillåtna hastighet är 12 km/h uppför och 9 km/h nedför. Vagnarna har fem oberoende bromssystem. Kuggstångskonstruktionen kallas för "system Locher".
Vagnarna som används är motorvagnar, dess golv är trappstegsformat för att utjämna lutningen. Det finns även några motorvagnar avsedda för godstransporter.
Växlar i egentlig bemärkelse går inte att ha på denna bana utan man använder i stället speciella skjutbord.

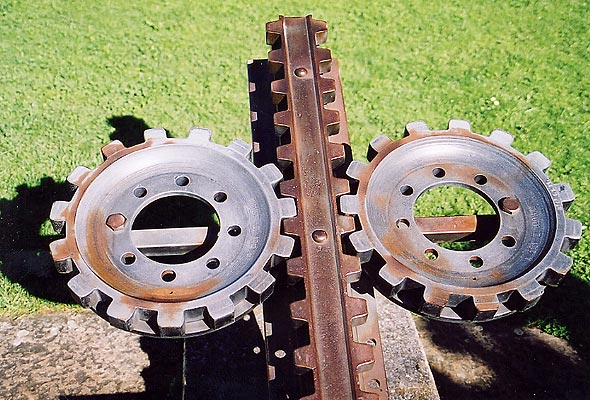
Lochers kuggstångssystem på Pilatusbanan.